# Coupe d'Angleterre de football 1897-1898
Navigation
Coupe d'Angleterre 1896-1897 Coupe d'Angleterre 1898-1899
La Coupe d'Angleterre de football 1897-1898 est la 27e édition de la Coupe d'Angleterre de football. 
La finale se joue le 16 avril 1898 à Crystal Palace à Londres entre Nottingham Forest et Derby County. Nottingham Forest remporte son premier titre en battant Derby 3 à 1.

## Compétition

### Quarts de finale
Les quarts de finale ont lieu le 26 février 1898.
| Équipe 1             | Résultat | Équipe 2          |
| -------------------- | -------- | ----------------- |
| West Bromwich Albion | 2 – 3    | Nottingham Forest |
| Burnley              | 1 - 3    | Everton           |
| Bolton Wanderers     | 0 - 0    | Southampton       |
| Derby County         | 1 - 1    | Liverpool         |

Matchs d'appui le 2 mars 1898:
| Équipe 1    | Résultat | Équipe 2         |
| ----------- | -------- | ---------------- |
| Liverpool   | 1 – 5    | Derby County     |
| Southampton | 4 - 0    | Bolton Wanderers |

### Demi-finales
Les demi finales ont lieu le 19 mars 1898.
| Équipe 1          | Résultat | Équipe 2    |
| ----------------- | -------- | ----------- |
| Derby County      | 3 – 1    | Everton     |
| Nottingham Forest | 1 - 1    | Southampton |

Matchs d'appui le 24 mars 1898.
| Équipe 1          | Résultat | Équipe 2    |
| ----------------- | -------- | ----------- |
| Nottingham Forest | 2 - 0    | Southampton |

### Finale
| Finale de la Coupe d'Angleterre 1897-1898 | Nottingham Forest             | 3 – 1   | Derby County | Crystal Palace à Londres                    |                                             |
| 16 avril 1898                             | Capes 19e 42e · McPherson 86e | (2 – 1) | Bloomer 31e  | Spectateurs : 62 017 Arbitrage : John Lewis | Spectateurs : 62 017 Arbitrage : John Lewis |